# Entada phaseoloides
Entada phaseoloides är en ärtväxtart som först beskrevs av Carl von Linné, och fick sitt nu gällande namn av Elmer Drew Merrill. Entada phaseoloides ingår i släktet Entada och familjen ärtväxter. Inga underarter finns listade i Catalogue of Life.

## Bildgalleri

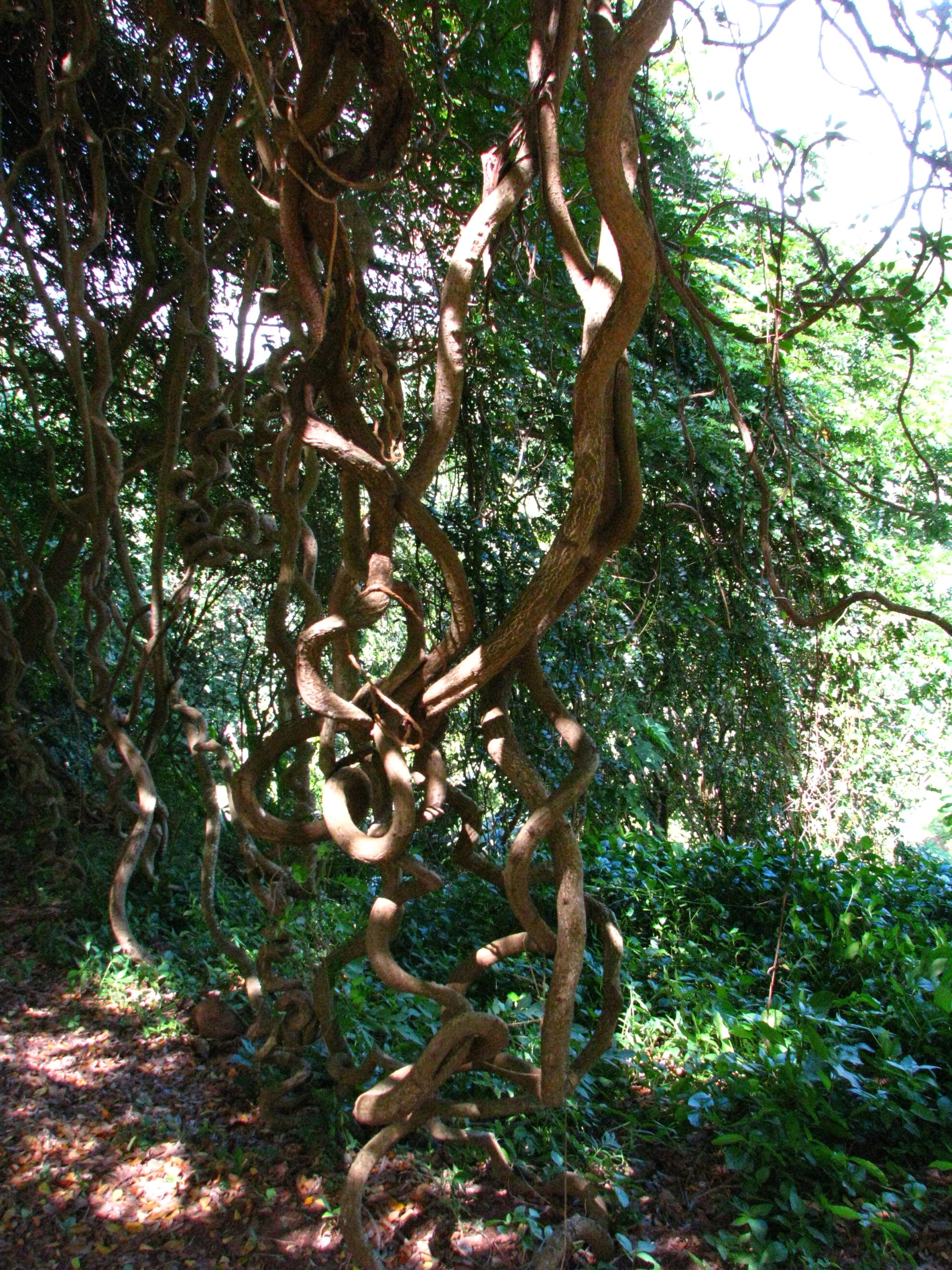
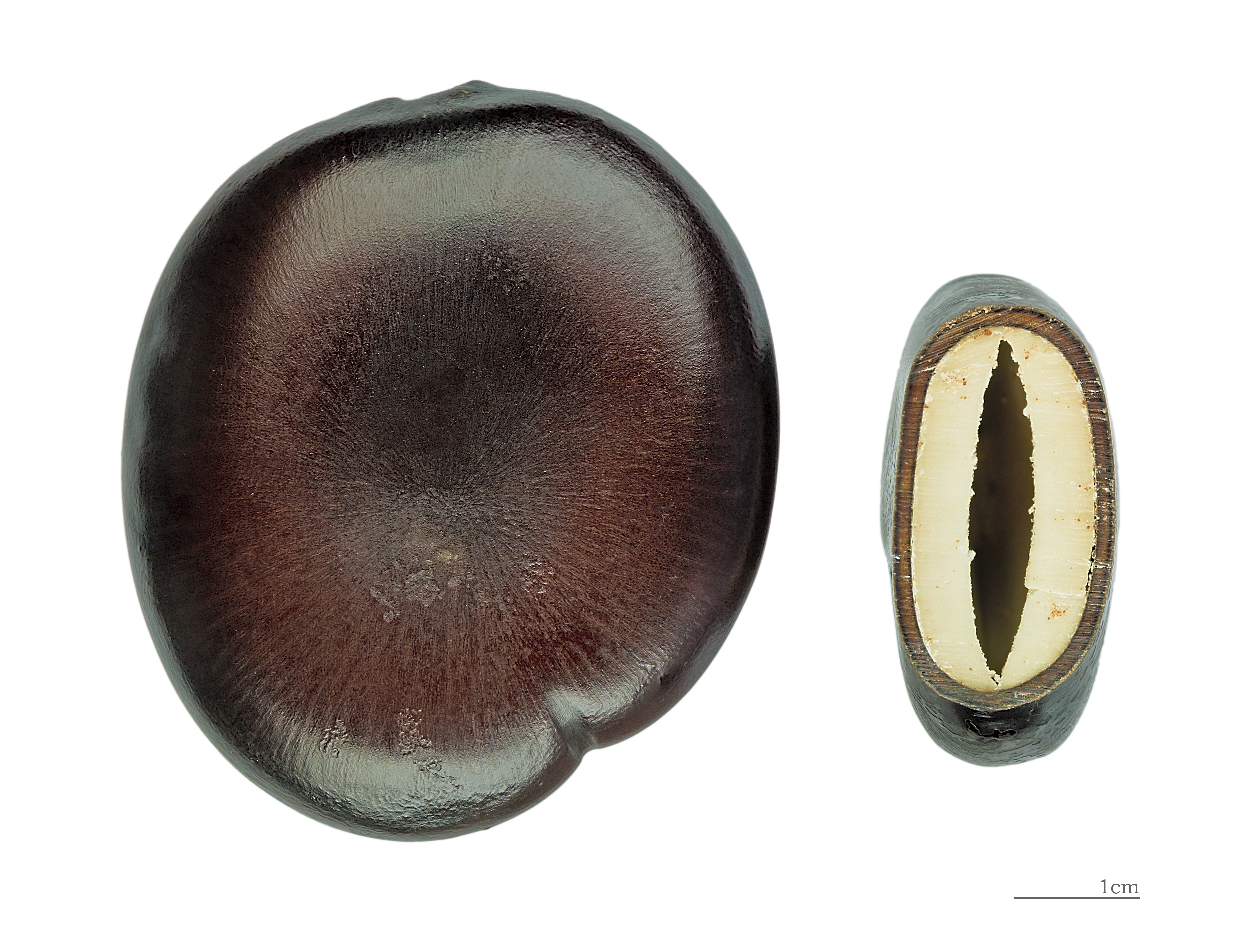
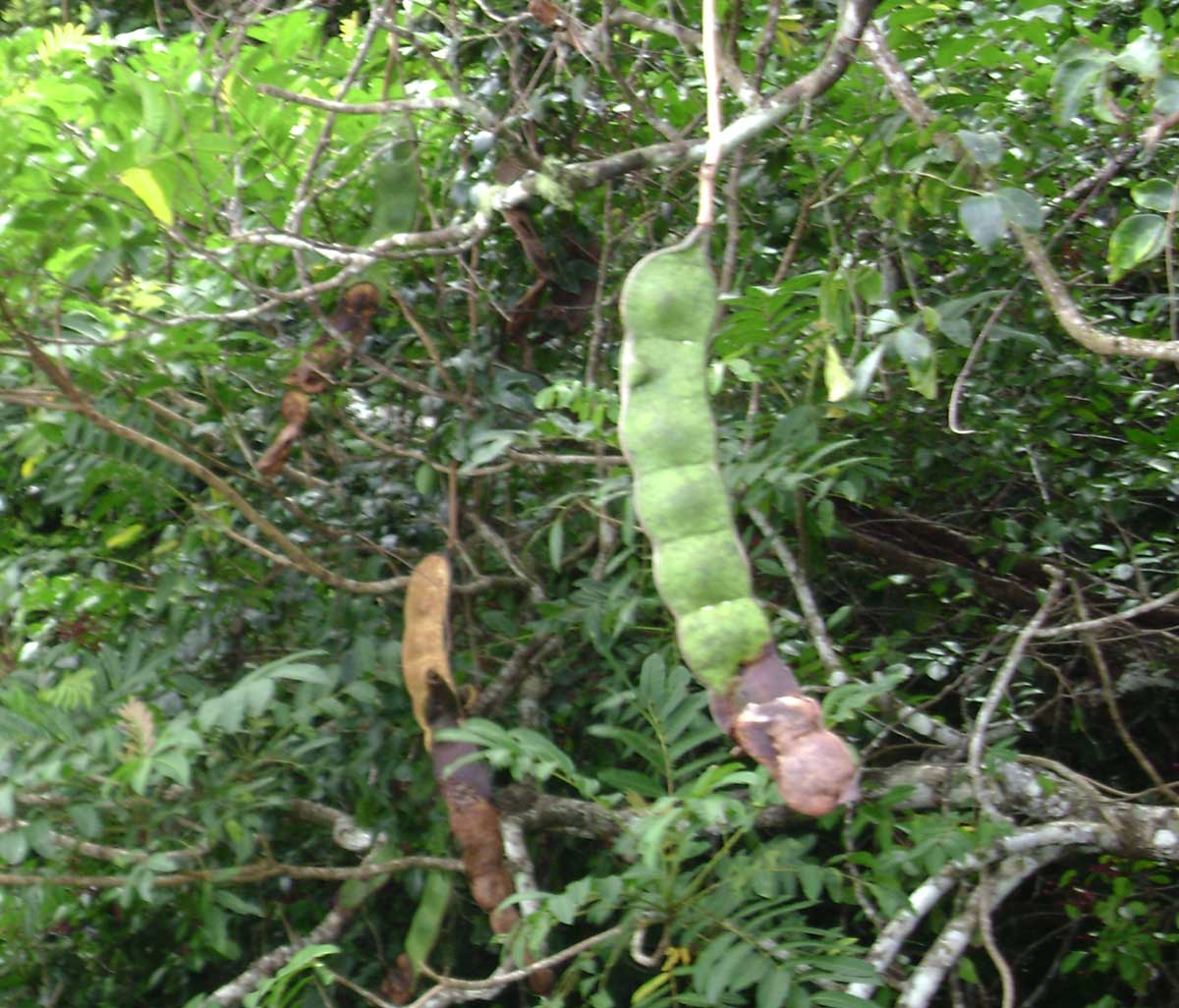
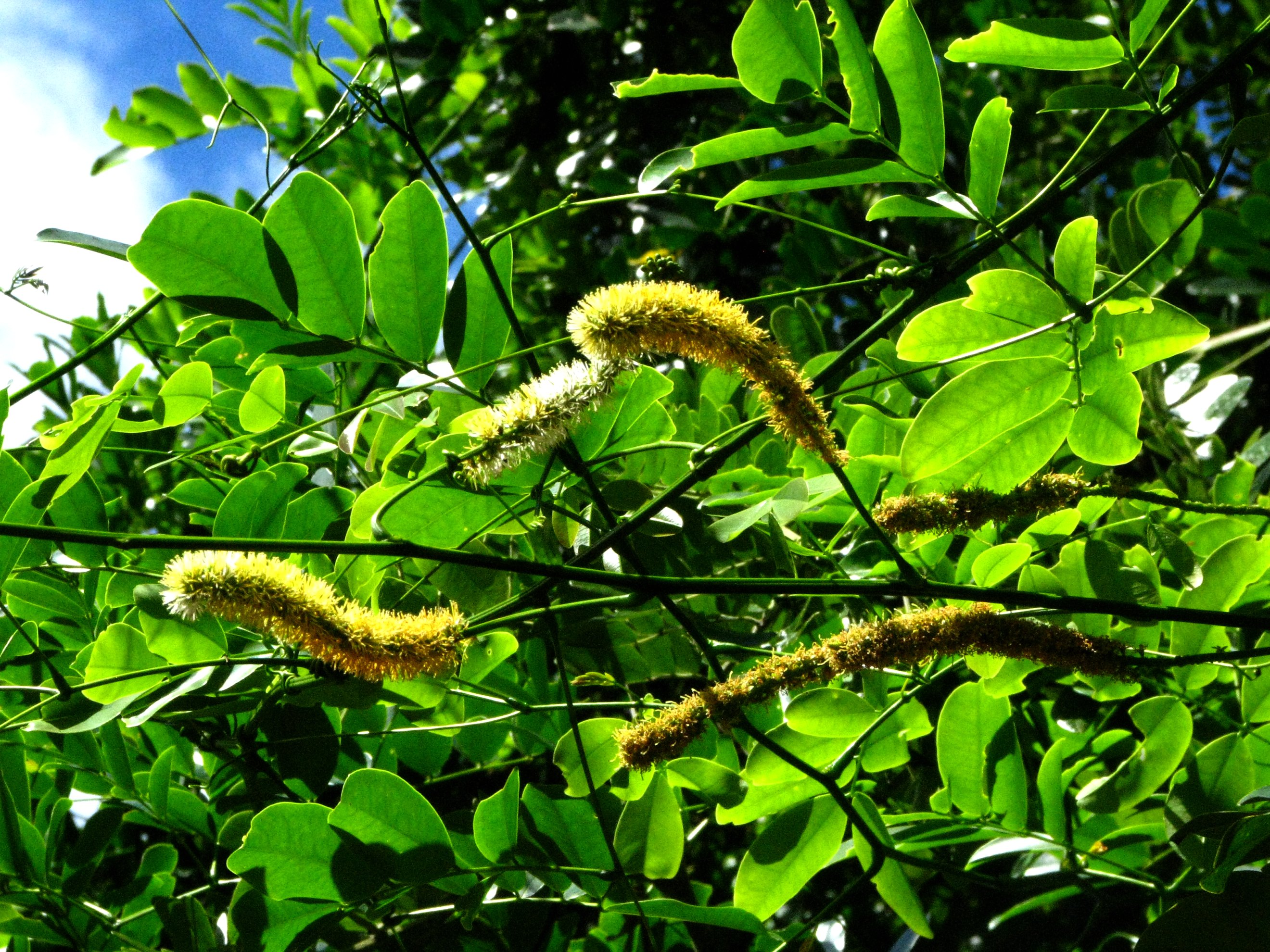
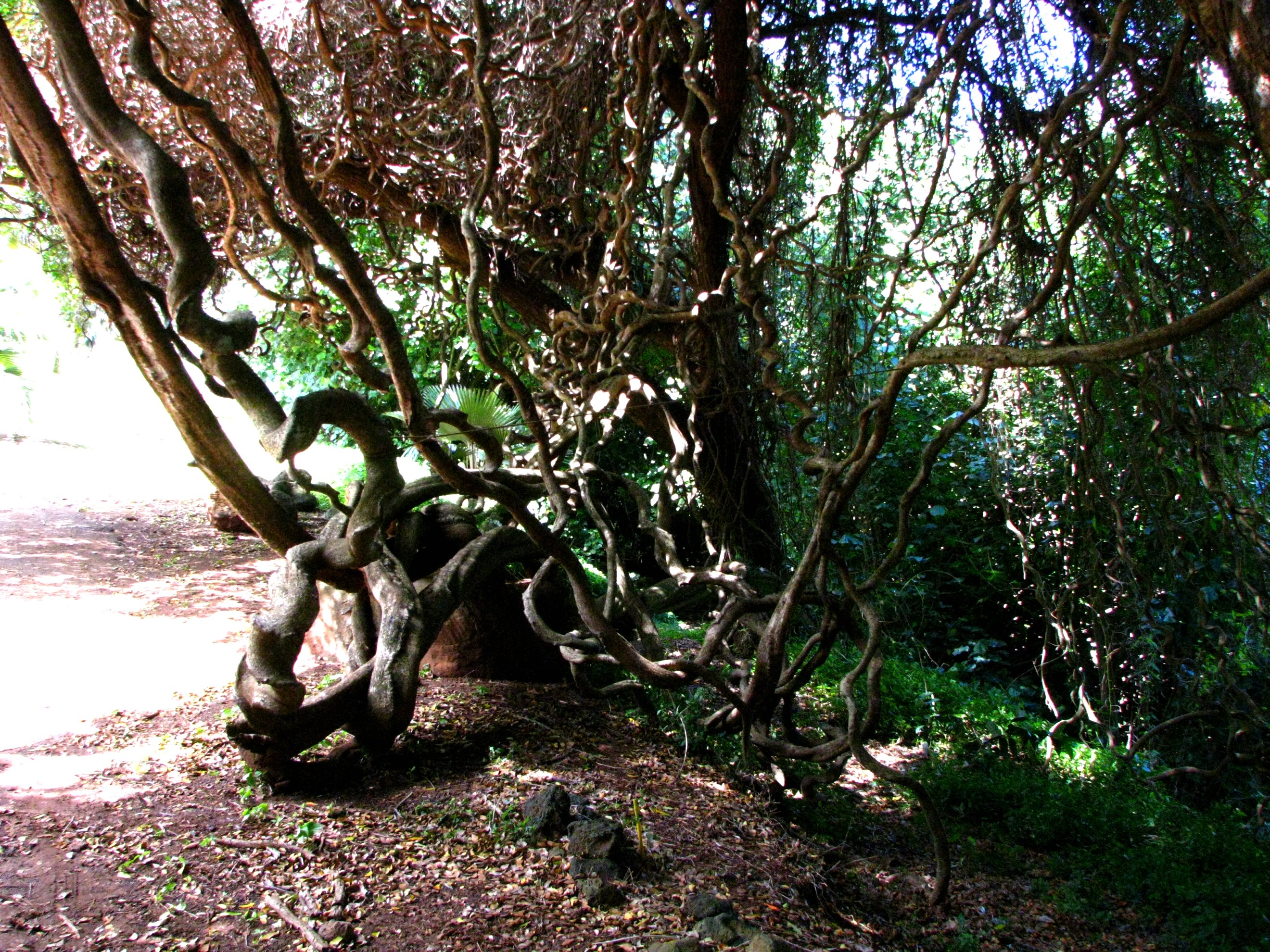